# سياران ماكينا
سياران ماكينا (بالإنجليزية: Ciaran McKenna) هو لاعب كرة قدم بريطاني في مركز الوسط، ولد في 25 مارس 1998 في غلاسكو في المملكة المتحدة. لعب مع نادي فالكيرك.

## وصلات خارجية
- سياران ماكينا على موقع قاعدة بيانات كرة القدم.إي يو (الإنجليزية)
- سياران ماكينا على موقع Soccerbase.com (لاعب) (الإنجليزية)
- سياران ماكينا على موقع Soccerway.com (الإنجليزية)